# 다카스에의 딸

다카스에의 딸(菅原孝標女, 1008년 ∼ ?)은 헤이안 시대 중기의 대표적인 여류 작가다.
아버지 스가와라노 다카스에는 일본에서 ‘학문의 신’으로 불리는 스가와라노 미치자네의 5대손이며, 어머니 후지와라노 도모야스의 딸(藤原倫寧女)은 《청령 일기(蜻蛉日記)》의 저자인 미치쓰나 어머니(道綱母)와 이복 자매지간이다. 어렸을 때부터 학문과 문학적인 환경에서 자란 지은이는 10세부터 13세까지 아버지의 부임지 가즈사 지방에서 모노가타리 세계를 동경하며 13세 되던 해 헤이안쿄로 귀경해 모노가타리 책 읽기에 몰입하는 문학소녀로 성장해 간다. 32세에 고스자쿠(後朱雀) 천황의 딸 유시(祐子) 내친왕의 여방(女房)으로 출사하지만 이듬해 바로 다치바나노 도시미치와 결혼해 아들 나카토시(仲俊)를 출산한다. 34세 때 남편이 시모쓰케 지방에 부임하게 되는데 그곳에는 동행하지 않고 다시 유시 내친왕에게 출사해 궁중 생활을 하게 된다. 이때 미나모토노 스케미치(源資通)라는 풍류남과 교제한다. 이후에는 점차 가정생활에 전념하면서 현실 세계에 눈을 뜨고 모노가타리 세계보다는 신앙생활에 정진하고자 노력한다. 52세에 남편과 사별하고 《사라시나 일기》를 집필한 것으로 보인다. 이 《사라시나 일기》 외에 《한밤중 잠 깨어》, 《하마마쓰 중납언 이야기》 등이 그녀의 작품이라는 설도 있다.